# Constanze Wolpers

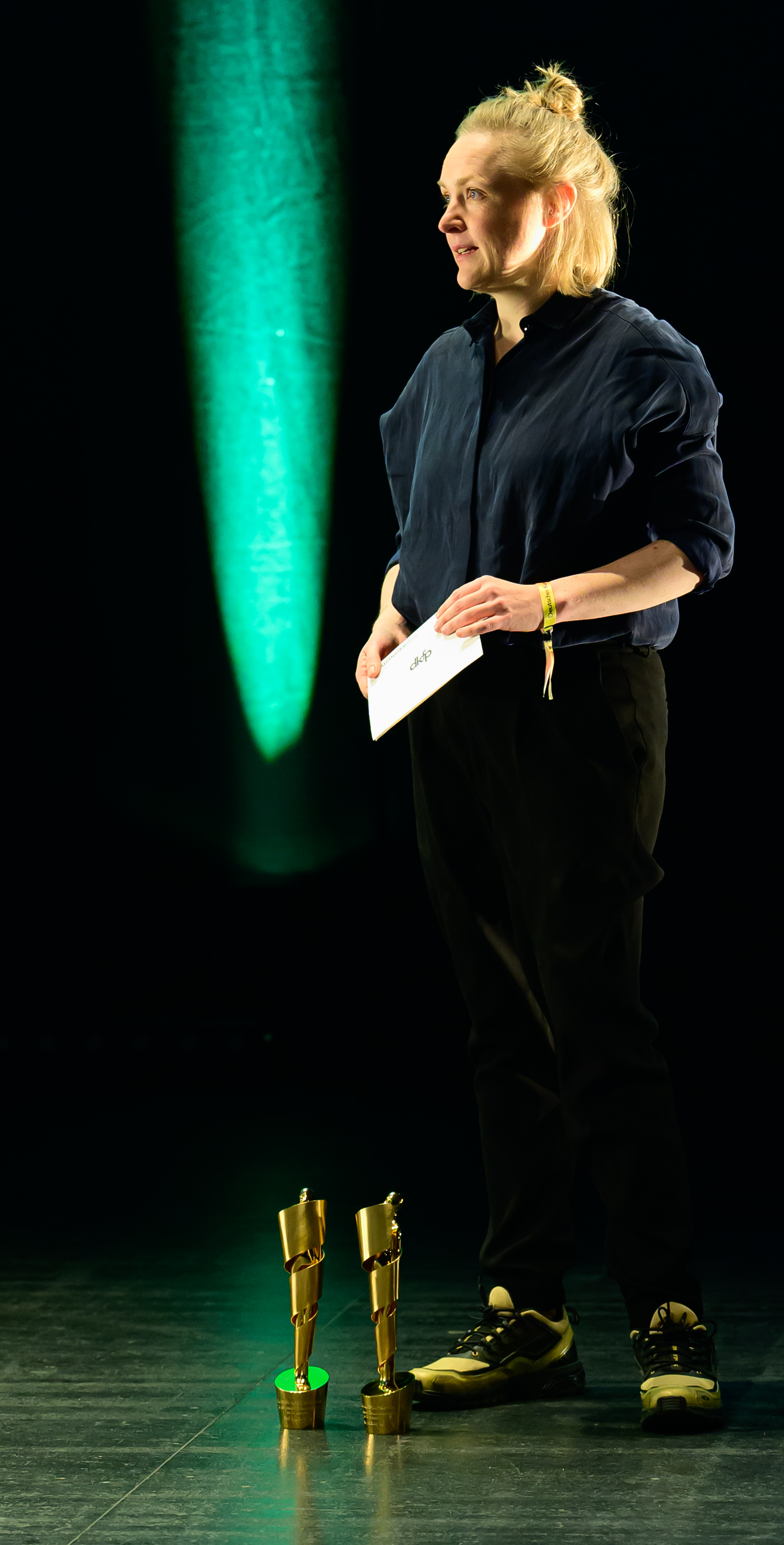
Constanze Wolpers (2024)

Constanze Wolpers (* 1986 in Braunschweig), aufgewachsen in Celle, ist eine deutsche Regisseurin für Dokumentarfilm.

## Biografie
Wolpers studierte Kulturanthropologie/Europäische Ethnologie und Kunstgeschichte in Göttingen und von 2014 bis 2017 an der filmArche Berlin im Bereich Dokumentarfilm (Regie) sowie dokumentarische Praxis in der Professional Media Master Class 2018/19 der Werkleitz Gesellschaft in Halle/Saale. Sie ist Alumna der Documentary Campus Masterschool.

## Filmografie
- 2024: Eine einzelne Tat

## Auszeichnungen
- 2024: Deutscher Kurzfilmpreis Lola in der Kategorie: Dokumentarfilm bis 30 Minuten Laufzeit, für Eine einzelne Tat[4]